# Favipiravir
Favipiravir, som säljs under varumärket Avigan, det är ett antiviralt läkemedel som används för att behandla influensa i Japan.  Det studeras också för att behandla ett antal andra virusinfektioner.  Liksom de experimentella antivirala läkemedlen (T-1105 och T-1106) är det ett pyrazin- karboxamidderivat. 
Tillverkning och utveckling görs av Toyama Chemical ( Fujifilm-gruppen) och godkändes för medicinskt bruk i Japan 2014.  Under 2016 licensierade Fujifilm den aktiva ingrediensen för medicinen till Zhejiang Hisun Pharmaceutical Co., Kina.  Det blev ett generiskt läkemedel 2019. 

## Medicinsk användning
Favipiravir har godkänts för att behandla influensa i Japan.  Det är dock endast indicerat för ny influensa (stammar som orsakar allvarligare sjukdom) snarare än säsongsinfluensa .  Från och med 2020 verkar sannolikheten för att resistens utvecklas vara låg.  

## Forskning

### Covid-19
I februari 2020 studerades Favipiravir i Kina för experimentell behandling av COVID-19.   Försök planeras också i Japan.  Den 12 maj 2020 meddelade medicintillverkaren Glenmark att de fått indiska läkemedelsverkets godkännande för att påbörja en fas tre studie, som beräknas vara klar senast i augusti 2020.
22 maj 2020  godkände det ryska hälsovårdsministeriet Favipiravir, som tillverkas och säljs i Ryssland under namnet Avifavir, för covid-19-behandling. 